# Павильон «Махорка»
Павильон «Махорка» — павильон Всероссийского махорочного синдиката на первой Всероссийской сельскохозяйственной и кустарно-промышленной выставке 1923 года в Москве, спроектированный выдающимся архитектором-модернистом К. С. Мельниковым.
Павильон «Махорка» — один из самых первых примеров архитектуры советского авангарда и первая из реализованных построек К. С. Мельникова.

## История создания
В 1923 году на берегу Москвы-реки, недалеко от Крымского моста на территории Нескучного сада проектировался и строился огромный комплекс первой Всероссийской сельскохозяйственной и кустарно-промышленной выставки (ВСХВ). Главными авторами выставки были знаменитые архитекторы И. В. Жолтовский (разработчик генерального плана выставки), А. В. Щусев (главный архитектор) и А. В. Кузнецов (главный конструктор).
В проектировании выставочных павильонов участвовали видные архитекторы и художники того времени, многие из них преподавали в одном из первых в советское время высших учебных заведений художественного профиля — ВХУТЕМАСе: сотрудники Жолтовского по Академическому отделению помогали ему при сооружении павильона «Машиностроение» и в работе над генпланом выставки. Признание руководителей «Новой академии» ВХУТЕМАСа Ильи Голосова и Константина Мельникова проявилось в том, что они получили заказы на самостоятельное проектирование выставочных павильонов. Мельников оказался не только самым молодым из архитекторов, получивших заказ на проектирование павильона, но и сам павильон среди своих коллег он получил самый незначительный — один из десятков ведомственных павильонов, для проектирования большинства которых даже не приглашали автора-архитектора.

## Архитектура

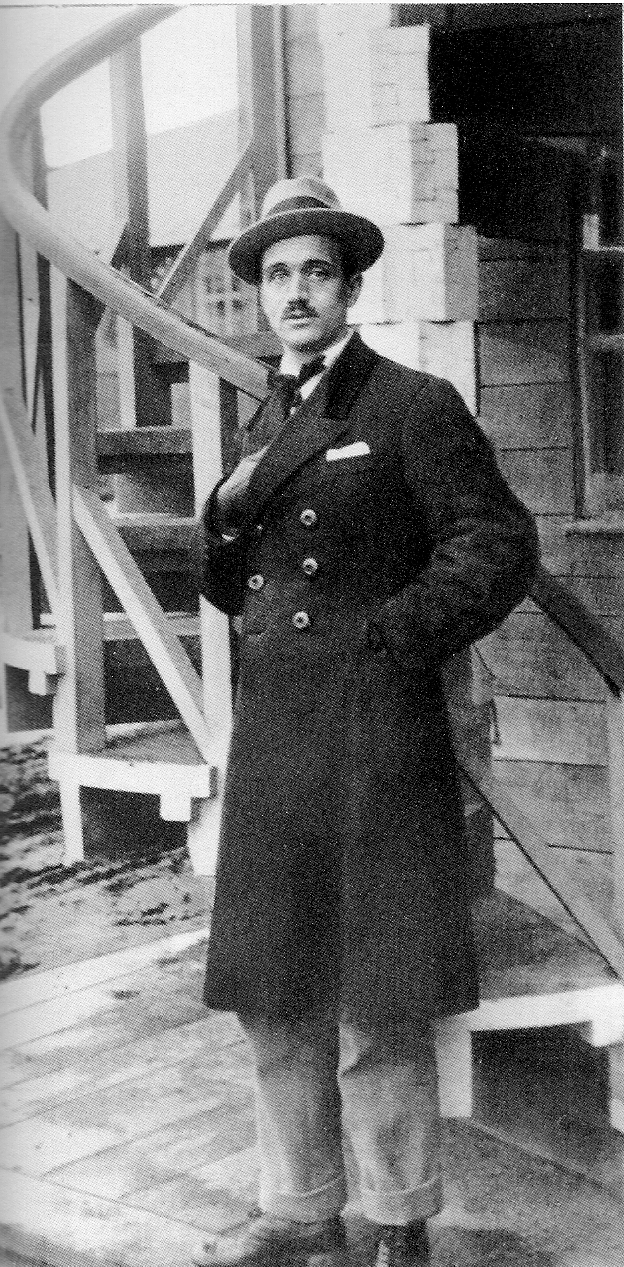
Константин Мельников у винтовой лестницы «Махорки», фото 1923 г.

Как вспоминал сам К. Мельников, Синдикат махорочной промышленности (Махорсиндикат), возглавлявшийся большевиком Н. И. Зориным, ожидал получить проект одноэтажного здания, в котором был бы представлен механизированный цикл производства махорки («фабрика») с отдельным помещением для экспонатов и оранжереей с растениями табака, движение посетителей по которым предполагалось устроить вдоль берега реки в одном направлении. Мельников предложил свою систему, в которой оборудование располагалось по вертикали и таким же образом организовывалось движение посетителей павильона. Из одноэтажного сооружения, которое мыслилось заказчиками, «Махорка» превратилась в концептуальное сооружение с консольными свесами, большими плоскостями рекламных плакатов, открытой винтовой лестницей и прозрачным остеклением, не имеющим в углах конструктивных опор — всё это резко выделяло проект из многочисленных построек выставки.
Проект «Махорки» был резко негативно встречен заказчиками, однако Мельникова поддержал главный архитектор выставки А. В. Щусев, за что Константин Степанович до конца жизни был ему благодарен, несмотря на резкие необъективные выступления Щусева против Мельникова в 1930-х годах.

Всем хором партнёров по выставке проект хотели уничтожить — защитил талант, поддержанный Алексеем Викторовичем Щусевым. Ему он шлёт свою признательность.

Сам К. С. Мельников так определил основные архитектурные особенности собственного павильона, выделившие его из других сооружений выставки:
1. Объёмы сдвинуты с опор
2. У открытой наружной лестницы ступени-консоли
3. Односкатная стремительность кровель
4. Прозрачность углового остекления

Мельников не хотел видеть в своём павильоне крыш, которые «составляли стиль всех построенных на выставке павильонов». В результате все крыши были сделаны односкатными и сдвинуты с главного фасада в заднюю сторону здания. Винтовая лестница тремя изгибами открыто поднималась вверх, не касаясь фасада здания. Ступени-консоли удерживали 200 болтов, и ни один из них не был виден снаружи. Мельниковым были разработаны не только конструкция павильона, но и средства наглядной агитации и рекламные плакаты, располагавшиеся на фасадах «Махорки».

## Оценки и значение павильона

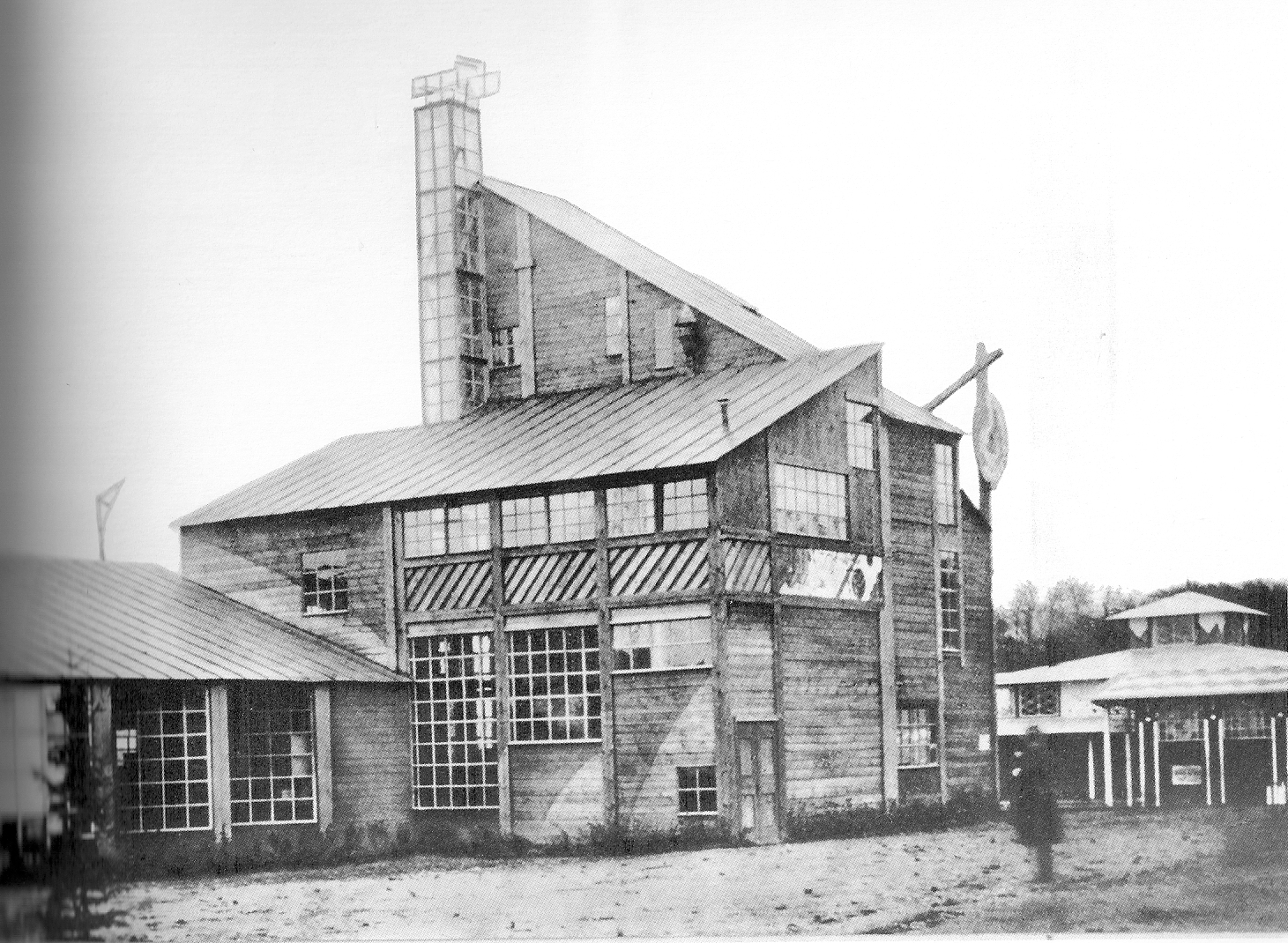
Павильон «Махорка», вид сзади. Фото 1923 года

Павильон «Махорка» был не только первым сооружением, выстроенным по проекту К. С. Мельникова в новаторском стиле, но и наиболее интересным архитектурным объектом выставки, несмотря на то, что в её проектировании принимали участие такие известные и заслуженные архитекторы и художники как А. В. Щусев, А. В. Кузнецов, И. В. Жолтовский, И. А. Голосов, А. К. Буров и В. И. Мухина. Тонкий стилист В. А. Щуко, приглашённый из Петрограда для строительства на Выставке ряда павильонов Иностранного отдела, увидев завершающуюся «Махорку», приостановил работу и начал перерабатывать фасады своих построек. Выдающийся архитектор-конструктивист М. Я. Гинзбург так оценил павильон Махорочного синдиката:

В отделе переработки выгодно выделяется павильон «Махорка» (архитектора Мельникова)… Безусловно, это наиболее свежая и оригинальная мысль, вполне органически использованная в дереве.

В отчёте «Главвыстпррома» об организации, строительстве и архитектуре первой советской ВСХВ содержится следующая запись:

Павильон Дальнего Востока, Главмахорка и ещё два-три небольших здания, разбросанных на выставке, являлись образцами нового течения в архитектуре и вносили разнообразие в общую массу построек….

При проектировании «Махорки» Мельников применил принципиально новый подход к художественному образу выставочного павильона, который был затем развит в принесшем ему мировую славу советском павильоне на Международной выставке декоративных и прикладных искусств в Париже 1925 года. Павильон оказался одним из самых первых примеров подлинного обновления языка архитектуры, тем более знаменательного, что постройка была выполнена в традиционнейшем и, казалось бы, уже не поддающемся какому-либо новому осмыслению материале, — в дереве.
В постройке павильона наметились архитектурно-конструктивные приёмы, определившие облик архитектуры XX века и которые до сих пор являются актуальными и активно применяются в современном строительстве.

## Планы по воссозданию павильона
«Восстановить Махорку» призывал сам К. С. Мельников в 1970-х годах. В 1990-х — начале 2000-х годов возникали различные проекты восстановления павильона по сохранившимся чертежам и фотографиям, инициированные сотрудниками и студентами Московского института коммунального хозяйства и строительства (МИКХиС) и музея архитектуры им. Щусева. Однако на сегодняшний день конкретных шагов по восстановлению павильона не сделано.

## «Махорка» в литературе
В рассказе М. А. Булгакова «Золотистый город» встречается упоминание мельниковской «Махорки»:

Недалеко от павильона, где работает Асмолов, павильон с гигантским плакатом «Махорка». Плакат кричит крестьянину: «Сей махорку — это выгодно».
Довольно табаку! Дальше!

### На русском
- Константин Степанович Мельников: Архитектура моей жизни. Творческая концепция. Творческая практика / Сост. А. Стригалёв и И. Коккинаки. — М.: Искусство, 1985. — 311 с.
- Константин Мельников. Рисунки и проекты: Каталог выставки.— М.: Советский художник, 1989. — 125 с — ISBN 978-5-269-00173-9
- Мельников К. С. Архитекторское слово в его архитектуре. — М.: Архитектура-С, 2006. — 144 с — ISBN 5-9647-0091-8
- Хан-Магомедов С. О. Константин Мельников. — М.: Архитектура-С, 2006. — 296 с — ISBN 5-9647-0095-0. ISBN 978-5-9647-0095-1
- Стригалёв А. А. Константин Степанович Мельников.— М.: Искусство, 1985. — 364 с.
- Выставочные ансамбли СССР. 1920—1930-е годы. Материалы и документы, М.: 2006, Галарт, ISBN 5-269-01050-X

### На английском
- Starr, S. Frederick Melnikov: Melnikov: Solo Architect in a Mass Society. — Princeton University Press, 1978. — ISBN 0-691-03931-3.
- Pare, Richard Die verlorene Avantgarde. — Schirmer/Mosel Verlag Gm, 2007. — ISBN 978-3-8296-0299-0
- MacEl, Otakar, Fosso, Mario Konstantin S. Mel’Nikov and the Construction of Moscow. — Skira, 2001. — 312 p. — ISBN 978-88-8118-539-9
- De Magistris, Alessandro La casa cilindrica di Konstantin Melnikov: 1927—1929. — Celid, 1998. — ISBN 978-88-7661-334-0